# 袁贵仁
袁贵仁（1950年11月—），男，安徽固镇人，中华人民共和国马克思主义哲学家、政治人物。北京师范大学哲学系毕业，研究生学历，硕士学位，教授。1975年2月加入中国共产党，是中共第十七届中纪委委员、第十八届中央委员。曾任第十三届全国政协常务委员、教科卫体委员会主任，中华人民共和国教育部部长，北京师范大学校长、党委书记，北京市市长助理等职。

## 生平

### 早年经历
袁贵仁1965年初中毕业于固镇县王庄中学，考入固镇县中学。1968年，袁贵仁高中毕业。由于文化大革命的关系，他无法继续学业。当时任王庄中学校长的高正升回忆，袁贵仁学习成绩优秀，如果没有文化大革命，考大学没有问题。高中毕业后，袁贵仁回到王庄种地。1969年，王庄中学领导邀请袁贵仁来校任教，袁贵仁接受邀请，成为初中语文教师。1971年，袁贵仁经推荐进入固镇县中等师范专科学校，毕业后回到王庄中学继续任教，仍然教语文，不过由初中改教高中。
1978年，高考制度恢复，袁考入北京师范大学哲学系；自此，开始了在北师大学习、工作的二十三年。1984年获硕士学位后，袁贵仁历任北京师范大学哲学系教师、系副主任，社科处处长，副教务长，教科办副主任等职；1995年，升任北师大常务副校长；次年，出任北师大中共党委书记；1999年，晋升北京师范大学校长。

### 进入政界
1998年，在任北师大中共党委书记期间，袁贵仁还曾被任命为北京市市长助理、兼市教委主任；由此进入政府部门工作。2001年4月，袁贵仁离开北师大，调入教育部，出任副部长、兼国家语言文字工作委员会主任；2005年9月，出任教育部副部长、党组副书记；分管招生、财务、党建、纪检等工作。
2009年10月31日，第十一届全国人大常委会第十一次会议在闭幕前决定，袁贵仁接替周济出任教育部部长。2016年6月30日，袁贵仁卸任，陈宝生接掌教育部。2016年8月31日被增补为第十二届全国政协委员，并担任政协外事委员会副主任。
2018年1月，当选第十三届全国政协委员。2018年3月16日，政协第十三届全国委员会常务委员会第一次会议通过，袁贵仁任教科卫体委员会主任。

## 争议言论
2015年1月29日，据中国官方媒体报道，袁贵仁在出席教育部学习贯彻《关于进一步加强和改进新形势下高校宣传思想工作的意见》精神座谈会上指出，要加强高校意识形态阵地管理，特别是加强教材建设和课堂讲坛管理。加强对西方原版教材的使用管理，绝不能让传播西方价值观念的教材进入中国高校的课堂。袁贵仁还提出了了三个“决不允许”，包括“决不允许各种攻击诽谤党的领导、抹黑社会主义的言论在大学课堂出现；决不允许各种违反宪法和法律的言论在大学课堂蔓延；决不允许教师在课堂上发牢骚、泄怨气，把各种不良情绪传导给学生。”此言论引起了舆论的广泛讨论。
有媒体指出，2011年3月8日，身为教育部长的袁贵仁在全国政协教育界别的联组会上就提出，应通过引进外来资源让中国的教育感受到外来压力，以推动中国的教育改革。当时有人认为，高等教育有意识形态属性，不能过度引入时，袁贵仁对此则回应说：“更多引进外国资源都没风险，因为在中国的土地上，有党的组织，有中国的优势。我们还派那么多人出去，在资本主义窝里都不受影响，还怕在自己这里受影响？”据有关报道引述，袁贵仁还表示：“我们学习国外，无论是穷的富的，是社会主义还是资本主义，只要有利于我们建设的，都可以学。”
2012年袁贵仁在谈到高考录取比例存在差距的问题时提出，“经过大概近十年的努力，今年全国录取率最低的省份和全国平均录取率已相差不大，各省录取率差距在明显缩小。” 但同年北京大学法学院教授张千帆在其研究课题“大学招生与宪法平等”中发现，广东、安徽考生考进北大的概率只有北京孩子的1%。以北京大学为例，根据2011年的录取数据，每万名考生中考入北大的比例，安徽为1.27，广东为1.4，贵州为1.48，河南为1.87，北京为52.5。安徽每7826名考生中才有一人能上北大；北京每190名考生中，就有一个可以上北大。北京学生考上北大的几率是安徽考生的41倍，是广东考生的37.5倍，是贵州考生的35.4倍，是河南考生的28倍。2013年袁贵仁在全国人大第二次会议结束后，发表言论“现行高考制度没有地域不公”，引起网友质疑作为拥有北京户口的北京人来说，袁贵仁偷换概念，公然说谎。。